# Ha Seok-ju
Ha Seok-Ju (Hamyang, 20 de febrer de 1968) és un futbolista sud-coreà retirat i actual entrenador.
Com a futbolista va jugar a diversos clubs de Corea del Sud i Japó. Al club on més anys romangué fou el Busan Daewoo Royals. També jugà 95 partits amb la selecció de Corea del Sud, en els quals marcà 23 gols. Participà a dos Mundials, el 1994 i 1998.